# Lower Mississippi Delta Region

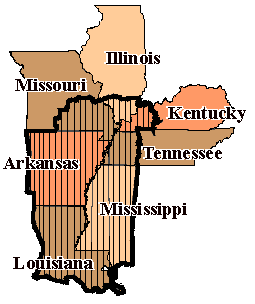
Karte Lower Mississippi Delta Region

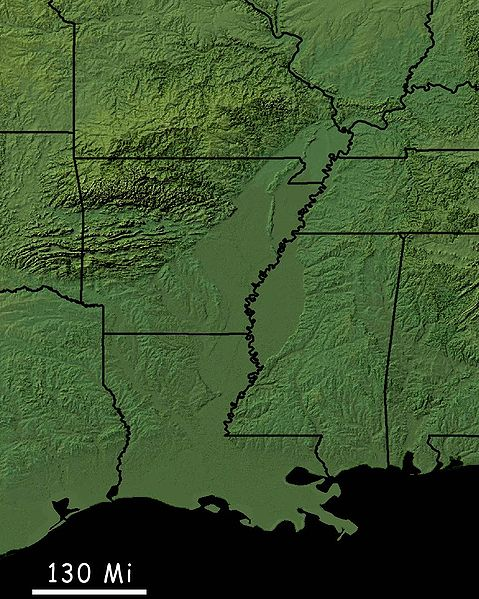
Relief der Mississippi-Bucht

Die Lower Mississippi Delta Region, kurz „the Delta“, bezeichnet die im Quartär gebildete Mississippi-Bucht (Mississippi Embayment) und angrenzende Gebiete. Es umfasst den gesamten Unterlauf des Mississippi in den südlichen zentralen USA vom südlichen Illinois bis zur Mündung des Mississippi südlich von New Orleans. Das Innenministerium hat insgesamt 308 Countys und Parishes in Illinois, Kentucky, Missouri und Tennessee sowie die Staaten Arkansas, Mississippi und Louisiana als zur Lower Mississippi Delta Region zugehörig erklärt. Neben den südöstlichen Ozarks gehören Crowley’s Ridge, das Arkansas- und Mississippi-Delta (s. u.) – benannt nach dem jeweiligen Bundesstaat – und das Mündungsschwemmland des Mississippi als markante Landschaftsformen dazu.
Dagegen bezeichnet der englische Begriff Mississippi Delta das Gebiet im Nordwesten des Bundesstaates Mississippi zwischen den Flüssen Mississippi und Yazoo, also nicht die Mündungsregion des Flusses im Süden Louisianas, die auf Englisch Mississippi River Delta heißt. Das Mississippi Delta ist eines der wenigen ländlichen Gebiete der USA, in denen alteingesessene Afroamerikaner eine große Mehrheit der Bevölkerung stellen und eine ältere schwarze Volkstradition noch lebendig ist. Dieses Gebiet und die unmittelbar benachbarten Gebiete gelten als die Ursprungsregion verschiedener moderner Musikstile, darunter Blues, Jazz und Rock ’n’ Roll. Eine besondere Ausprägung der Musik der Region wird Delta Blues genannt.
Geologisch wird die Lower Mississippi Delta Region als das pleistozäne Tal des Mississippis definiert, als der Meeresspiegel noch 60 Meter tiefer lag. Nach der Eiszeit füllte der Fluss dieses Tal mit Sedimenten auf. Historisch beherbergte die Region die Zivilisation der Mississippi-Kultur (engl. Mississippian Culture). Soziologisch ist die Region unter anderem geprägt durch die dort im 19. Jahrhundert vorherrschende Plantagenwirtschaft mit den ehemaligen Sklaven und einer Entwicklung von „King Cotton“ im 19. Jahrhundert zum Delta Blues des 20. Jahrhunderts. Im Delta erfolgte der meiste Warenumschlag des Binnenhandels der USA im 18., 19. und bis ins 20. Jahrhundert. Das Delta war Schauplatz vieler Kämpfe des Sezessionskrieges.

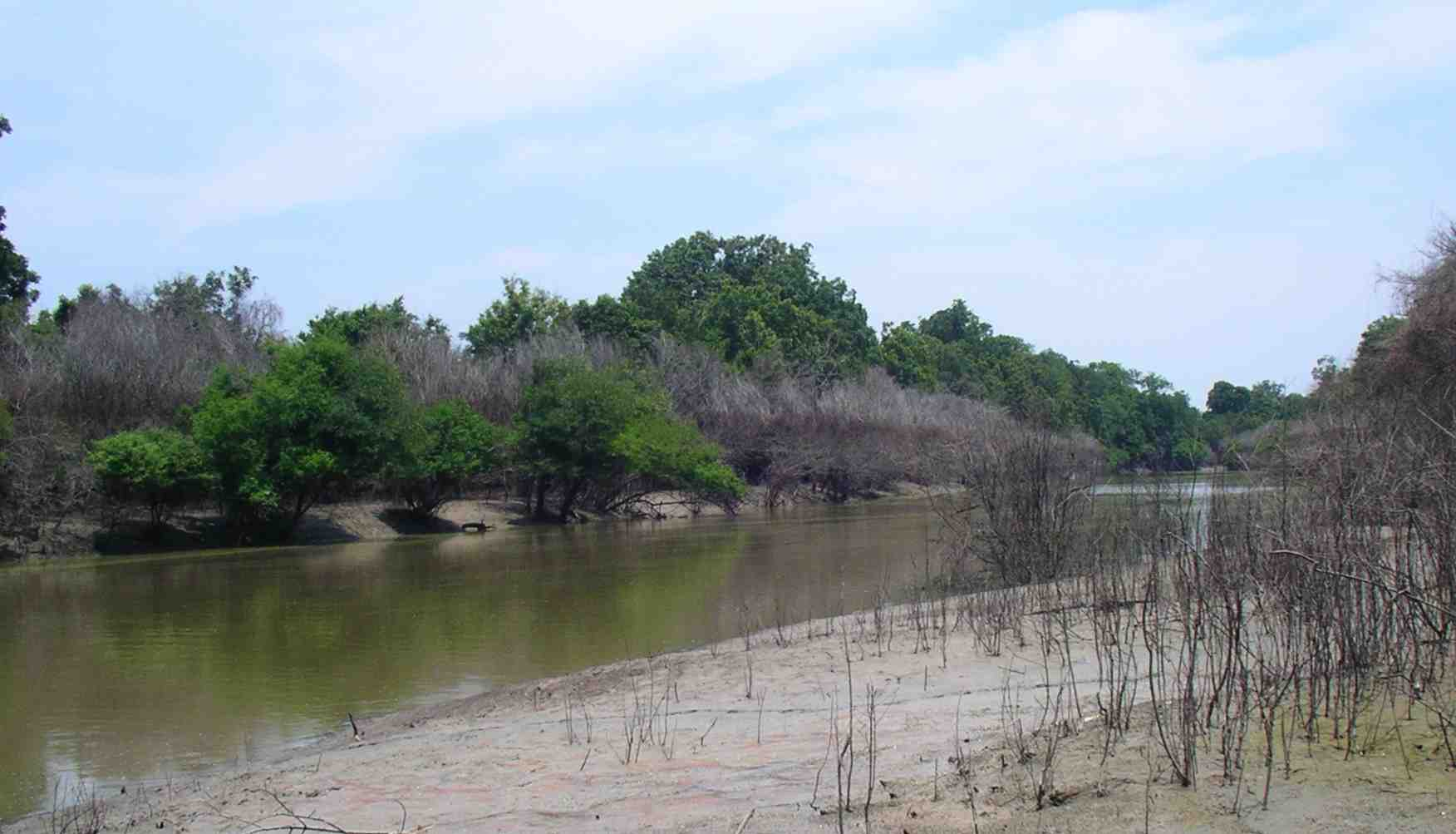
Der Sunflower River, ein typischer Wasserlauf im Mississippi Delta, Mississippi

## Bedeutung
Das Innenministerium der USA beauftragte 1996 eine Studie, in der die Bedeutung des Deltas für die amerikanische Geschichte untersucht werden sollte. Ziel sollte es sein, Einheimischen und Besuchern den Einfluss und die Bedeutung des Deltas besonders bezüglich der Gesellschaft der heutigen Vereinigten Staaten zu zeigen. Wesentliche Einflüsse darauf hatten die Flüsse, die Umwelt, die Kulturen und ihre Ausprägungen, die sozialen und politischen Wirkungen daraus und die nationale Wirtschaft. Besonders ging es darum zu zeigen, dass all diese einzelnen Bestandteile des Deltas im Zusammenwirken erst die einzigartige Bedeutung der Region für die Vereinigten Staaten ausmachen.

### Der Fluss und die Umwelt
Fundamental für die Region ist der Mississippi, der von vor geschichtlicher Zeit bis heute das Delta geprägt hat. Der Fluss definiert alle Aspekte des Lebens in der Region, angefangen von der Struktur der Siedlungen über die Landwirtschaft bis hin zu den schönen Künsten. Über Tausende von Jahren haben der Mississippi und seine Zuflüsse die Landschaft des Deltas konstruiert, zerstört und neu geschaffen. Die Bewohner wurden deshalb gezwungen, sich gegen die Gewalten zu wappnen, ohne gleichzeitig auf die Segnungen der mitgebrachten Fluten verzichten zu müssen.
Die Eiszeit führte zu dem mäandrierenden Verlauf, der für die fruchtbare Delta-Ebene sorgte. Deshalb kam es in der Region sehr früh zu festen Ansiedlungen von Menschen, die Ackerbau betrieben. Immer wiederkehrende Hochwasser führten bis in die heutige Zeit zu erheblichen Schäden. Der Fluss und seine Zuflüsse ermöglichten den Anwohnern, miteinander zu kommunizieren und Handel zu treiben. Für lange Zeit war der Mississippi für die Kolonialmächte die einzige Möglichkeit, mit den Territorien jenseits der Appalachen Handel zu treiben. Der Mississippi war nie eine Grenze.
Die größte Flut des 20. Jahrhunderts ereignete sich 1927. Sie entstand durch heftige Regenfällen am oberen Mississippi und Missouri. Die Deiche des Mississippi im Delta brachen nicht; allerdings war der Fluss um Meter höher als seine südlichen Zuflüsse (Arkansas, White River, Yazoo). Er floss deshalb in diese Flüsse, deren Deiche brachen, und überflutete so auch das vom Mississippideich geschützte Gebiet. Durch diese Flut entstand ein Sachschaden von etwa zwei Milliarden Dollar nach heutigem Wert. Die genaue Anzahl der umgekommenen Menschen ist bis heute nicht bekannt; 600.000 Menschen mussten umgesiedelt werden.

### Die Kulturen
Die Geschichte des Deltas ist die Geschichte seiner Bevölkerung und deren kulturellen Überlieferungen. Das Ineinanderfließen der unterschiedlichen Kulturen der Ureinwohner, der Europäer, der afrikanischen Sklaven, sowie des karibischen und asiatischen Einflusses formte eine komplexe und vielschichtige Gesellschaft.
Die Besiedlung des Deltas begann 12.000 Jahre bevor die ersten Europäer im 16. Jahrhundert mit den Bewohnern in Kontakt kamen. Die Mounds, Erdhügel als Begräbnis-, Tempel- und Wohnstätten, sind weithin sichtbare Zeichen für die frühe Besiedlung überall im Delta. Deren Bestand ist vielerorts gefährdet. Lange bevor Europäer mit den ursprünglichen Bewohnern des Deltas in Kontakt kamen, hatten diese funktionierende Regierungen, Handelsbeziehungen, die über ganz Nordamerika reichten, und soziale Strukturen entwickelt. Ihre Kultur überlebte trotz der Beeinflussung und Konflikten mit fremden (europäischen) Einflüssen, wie zum Beispiel des Todes tausender Menschen durch Seuchen, gegen den die Einheimischen nicht immun waren, oder der Zwangsumsiedlungspolitik der Vereinigten Staaten in den 1830er Jahren.
Die Grundlagen der afro-amerikanischen Kultur sind vielfältig. Während der Zeit der Sklaverei bildete die Arbeit der Sklaven die Grundlage der Plantagenwirtschaft. Gleichzeitig bildete sich eine künstlerische, literarische, technologische und musische Kultur.
Einwanderung, erzwungen oder freiwillig, beeinflusste die Kulturen im Delta wesentlich. Die freiwillige Besiedlung des Deltas durch Franzosen sowie die zwangsweise Immigration der Akadier trug maßgeblich zur Bildung der creolischen Kultur bei. Deutsche und irische Einwanderer prägten Landstriche entlang des Mississippis.
Die meisten dieser Bevölkerungsgruppen behielten ihre Gebräuche, Riten und Glauben bei. Es bildete sich jedoch eine gemeinsame Gesinnung heraus, die sich besonders im Humor, einer herzlichen Gastfreundschaft und einer vornehmen Lebensart darstellt.
Die Kultur des Deltas drückt sich sehr unterschiedlich aus:
Die Musik ist eine Sprache, die das Leben im Delta widerspiegelt, wie es keine andere Darstellungsform macht. Die Musik des Deltas hatte bedeutenden Einfluss auf Musikformen auf der ganzen Welt. Blues und Zydeco wurden im Delta erfunden – Gospel, Ragtime, Rhythm & Blues, Rock ’n’ Roll und Country-Musik gediehen dort.
Die Architektur im Delta wurde besonders durch französische und spanische Kolonisten beeinflusst. Vieles davon ist im Raum New Orleans zu sehen, aber auch in deren Siedlungsgebieten im südlichen Missouri und westlichen Arkansas. Überall im Delta trifft man auf griechischen und italienischen Renaissance- und Queen-Anne-Stil sowie afrikanische Einflüsse auf die Architektur.
Das sichtbarste Symbol des Vorkriegssüdens, als der Baumwollanbau neben der Wirtschaft auch die Sozialstruktur, Politik und Kultur dieser Region bestimmte („King Cotton“), ist die Plantagenarchitektur mit dem räumlichen Zusammenhang von klassizistischen Plantagenhäusern, Sklavenunterkünften und Wirtschaftsgebäuden.
Die Literatur und die Künste des Deltas spiegeln eine starke Verbundenheit mit dem Land wider. Boden, Wasser und Klima bilden den Hintergrund für viele im Delta entstandenen Künste und literarischen Werke. Häufig waren der Ursprung in der schriftlichen Darstellung des Deltas verwandtschaftliche Beziehungen und Klassenunterschiede, die zu Melodramen und Tragödien bearbeitet wurden.

### Soziale und politische Einflüsse
Soziale und wirtschaftliche Systeme, politische Strömungen und Regierungshandeln formten immer wieder das Leben im Delta. Schon Jahrhunderte bevor Europäer ins Land kamen, unterhielten die Indianer bereits Handelsbeziehungen über den ganzen Kontinent, verfügten über soziale und politische Einrichtungen und führten Kriege gegeneinander. Die durch die Einwanderung der Europäer und deren Landnahme, durch die Sklaverei und die Vertreibung der indigenen Bevölkerung, durch den Bürgerkrieg und die Reconstruction sowie die Bürgerrechtsbewegung ausgelösten Auseinandersetzungen sind nur die allerneuesten Nachwirkungen der menschlichen Eingriffe im Mississippi River Delta.
Schon die ersten Bewohner des Deltas entwickelten Handelsbeziehungen, kämpften um die Kontrolle der lebensnotwendigen Bodenschätze und bauten zum eigenen Schutz Befestigungen.
Die Europäer veränderten und beendeten durch ihre andere politische und kulturelle Gewohnheit die Kulturen der indigenen Bevölkerung. Teilweise zwangen die Europäer jene, ihr angestammtes Land zu verlassen. Zusätzlich dezimierten die von den Europäern eingeführten Krankheiten die indigenen Völker im Delta.
Durch eine Reihe von Ereignissen wie Sklaverei, Underground Railroad, Bürgerkrieg, Reconstruction, Rassentrennung, dem Ku-Klux-Klan und der Bürgerrechtsbewegung wirkte das Delta auf die Nation ein. Die besondere Aufmerksamkeit der Nation erhielt das Delta während der Bürgerrechtsbewegung in den 1950er und 1960er Jahren. Örtliche afro-amerikanische Gemeinden bildeten den Ursprung vieler Aktionen der Bürgerrechtler. Die Bürgerrechtsbewegung verwandelte das Delta in ein Bollwerk der Demokratischen Partei.
Im Delta wurden schon immer Auseinandersetzungen um rassische, ethnische, kulturelle und wirtschaftliche Unterschiede geführt, die immer noch andauern.

### Bedeutung für die amerikanische Wirtschaft
Das Flusssystem bindet die Region wirtschaftlich aneinander. Die Vereinigten Staaten benutzten es lange Zeit als Haupttransportroute für Waren, die für den internationalen Handel verschifft wurden, sowie für die Versorgung der Menschen im Landesinneren. Der Fluss hat heute eine überragende Bedeutung für die Landwirtschaft und die petrochemische Industrie.
Wichtigster Bestandteil der Landwirtschaft war für mehr als 150 Jahre der Baumwollanbau. Er beeinflusste die Märkte auf der ganzen Welt. Besonders die Textilindustrien Englands als auch die in Neu-England waren auf Baumwolle aus der Lower Mississippi Region angewiesen. Wegen der hohen Nachfrage verstärkte sich in der Region andererseits das System der Sklaverei. Der Anbau von Sojabohnen, Mais und Reis, das Anpflanzen von Nutzhölzern sowie die Ansiedlung von Raffinerien und chemischer Industrie veränderten die Wirtschaft der Region nachhaltig.
Der Technologiefortschritt beim Anbau von Baumwolle, Mais, Reis und Sojabohnen seit den 1950er-Jahren führte zu einer immer geringer werdenden Anzahl Beschäftigter in der Landwirtschaft, so dass eine große Anzahl Arbeiter arbeitslos wurden.
Im Delta kann man das Leben der armen, arbeitenden Bevölkerung nachvollziehen. Eine Art Würde der Arbeit spiegelt sich in der Selbstdarstellung der Bewohner wider und kommt besonders in der volkstümlichen Kunst und im Kunsthandwerk zum Ausdruck.
Reise und Tourismus sind eine immer größer werdende Industrie in der gesamten Lower Mississippi Delta Region. Als wichtigster Industriezweig des ausgehenden 20. Jahrhunderts kann der Tourismus Vehikel zur Ankurbelung der anderen Industrien im Lower Mississippi-Delta werden.

## Gebiete der Lower Mississippi Delta Region

### Mississippi-Delta, Mississippi

Das sogenannte Mississippi-Delta im Bundesstaat Mississippi ist eine Region des Bundesstaates Mississippi. Es besteht aus dem ehemaligen Überflutungsgebiet des Mississippi, der heutigen Schwemmlandschaft zwischen Mississippi und den Flüssen Coldwater, Tallahatchie und Yazoo. Im Norden wird das Mississippi-Delta durch eine niedrige Wasserscheide entlang der Staatsgrenze zu Tennessee, im Osten durch die Höhenstufe östlich des Coldwater, des Tallahatchies und des Yazoo begrenzt, die bei Vicksburg unter dem Namen Haynes Bluff auf den Mississippi trifft.
Der Tourismusverband definiert das Mississippi Delta großzügiger. Es beginnt seine Broschüre mit der Aussage der Dichters David Cohn:

The Mississippi Delta begins in the lobby of The Peabody Hotel and ends on Catfish Row in Vicksburg

„(Das Mississippi Delta beginnt in der Lobby des Peabody Hotels (in Memphis) und reicht bis zur Catfish Row in Vicksburg.)“

In seiner Broschüre beschreibt der Tourismusverband das Delta als die Wiege der Bluesmusik, als lebendige Geschichte des alten Südens, die sich in alten Plantagenhäusern aus der Zeit vor dem Bürgerkrieg widerspiegelt und als das Land der Schicksalsstätten der Geschichte der Vereinigten Staaten auf den Schlachtfeldern des Bürgerkrieges.

### Arkansas-Delta, Arkansas

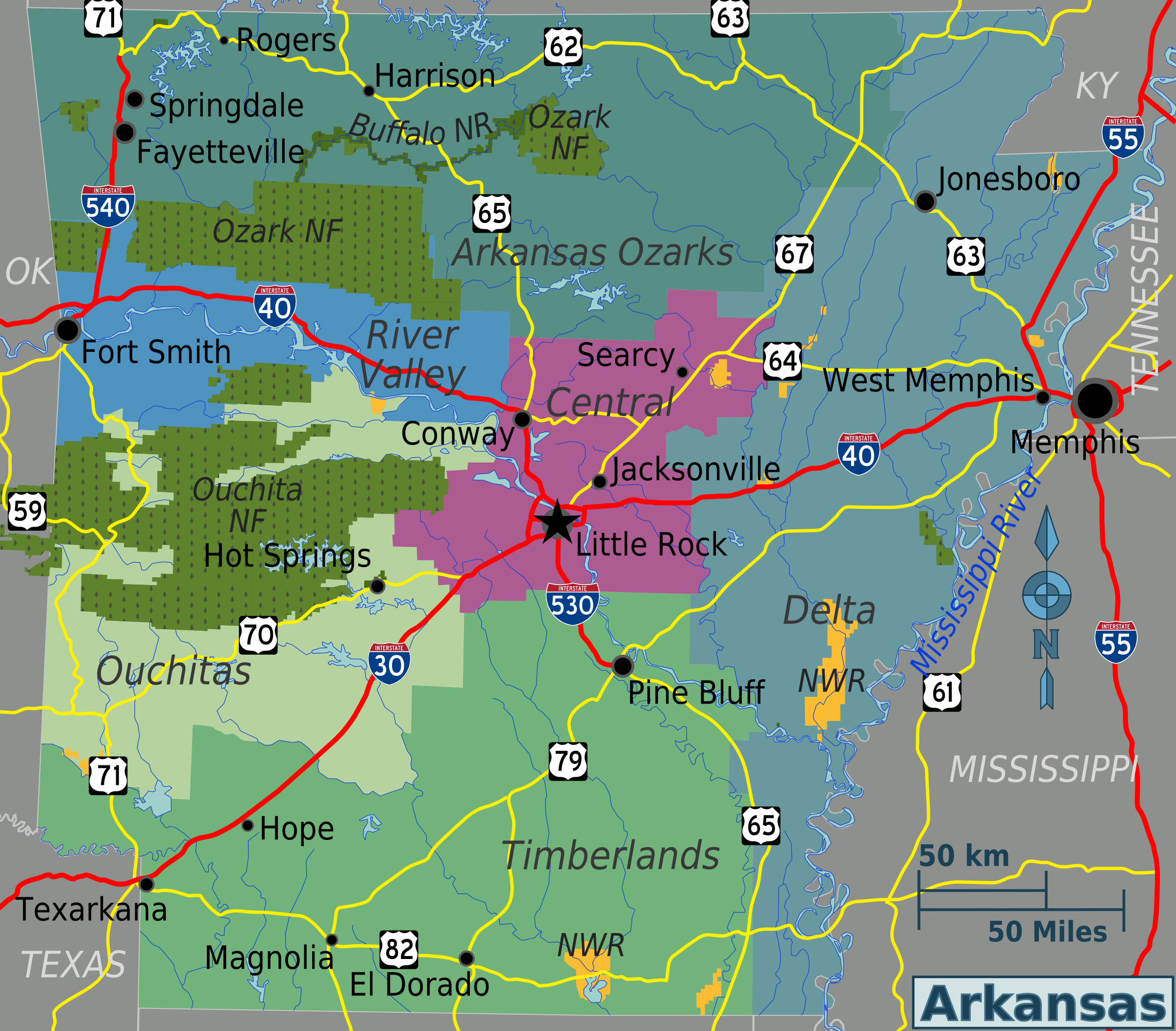

Das sogenannte Arkansas-Delta ist eine der sechs Naturregionen des Bundesstaates Arkansas. Es besteht aus der Mississippi-Schwenmmland-Ebene im östlichen Flachland Arkansas‘ und wird im Norden durch die aus Löss bestehenden bis zu 160 m aufragenden Höhen der Crowley's Ridge geteilt. Das Arkansas-Delta beginnt an der Grenze zu Missouri beiderseits der Crowley Ridge. Im Westen wird es zunächst durch den östlichen Rand des Ozark-Plateaus begrenzt, danach liegt seine westliche Grenze an den Höhenzügen zwischen White River und Arkansas und südlich des Arkansas bis zur Grenze zu Louisiana.
Die Geschichte des Deltas wird im Delta Cultural Center in Helena, Arkansas auf- und fortgeschrieben. Der Schwerpunkt des Kulturzentrums liegt auf der Musik des Deltas, sowie der Auswirkungen der durch den Mississippi verursachten Überflutungen, besonders der Mississippiflut 1927, und tektonischen Ereignissen im Delta.

### Mündungsschwemmland
Das Mündungsschwemmland besteht aus dem Atchafalaya Delta mit dem Atchafalaya Sumpf und dem gleichnamigen Fluss, dem Flusslauf des Mississippis zwischen der Mündung des Red Rivers und New Orleans einschließlich des Lake Pontchartrain und dem durch Sedimente des Mississippi gebildete Mündungsgebiet bis zur Mündung in den Golf von Mexiko.